# Логвин Іван Михайлович
Іван Михайлович Логвин (1905, Харківська губернія, тепер Білопільського району Сумської області — 1984, місто Київ) — український радянський діяч, відомий залізничник. Член Ревізійної Комісії КП України в 1949—1960 роках.

## Біографія
З 1923 до 1930 року — завідувач клубу, завідувач вагона-клубу на станціях Ворожба і Конотоп, працівник Дорожньої профспілкової організації (Дорпрофсожу) Московсько-Київсько-Воронізької залізниці.
Член ВКП(б) з 1928 року.
У 1935 році закінчив Московський інститут інженерів залізничного транспорту.
У 1935—1940 роках — на керівних посадах у Московській проектній конторі Наркомату шляхів сполучення СРСР.
У 1940—1947 роках — уповноважений Комісії партійного контролю (КПК) при ЦК ВКП(б) у Смоленській області РСФСР, Киргизькій РСР, Саратовській області РСФСР, Чуваській АРСР і Одеській області УРСР.
У червні — серпні 1947 року — заступник завідувача організаційно-інструкторського відділу ЦК КП(б)У. У серпні 1947 — грудні 1948 року — інспектор ЦК КП(б)У.
У 1948—1951 роках — заступник начальника Південно-Західного округу залізниць — начальник Політвідділу. У 1951—1956 роках — заступник начальника Південно-Західної залізниці — начальник Політвідділу.
У червні 1956 — грудні 1971 року — голова Дорожньої профспілкової організації (Дорпрофсожу) Південно-Західної залізниці. Після виходу на пенсію в грудні 1971 р. працював на різних посадах в управлінні Південно-Західної залізниці.
Делегат XVI з'їзду КП(б)У, XVII з'їзду КП(б)У, XVIII з'їзду КПУ, XIX з'їзду КПУ.
Помер у Києві в травні 1984 року.

## Нагороди
- орден «Знак Пошани» (23.01.1948);
- орден Трудового Червоного Прапора (4.08.1966);
- інші ордени;
- медалі.